# Vanessa dulcinea
Vanessa dulcinea is een vlinder uit de onderfamilie Nymphalinae van de familie Nymphalidae. De wetenschappelijke naam van de soort is voor het eerst geldig gepubliceerd in 1960 door Sheljuzhko.